# Brayan Sánchez
Brayan Stiven Sánchez Vergara (Medellín, Antioquia, 3 de junio de 1994) es un ciclista profesional colombiano que actualmente corre para el equipo colombiano Medellín de categoría Continental.

## Palmarés

### Pista
2017
- Juegos Bolivarianos
  -  Medalla de oro en Persecución por equipos
  -  Medalla de plata en Persecución individual

2018
- Juegos Suramericanos
  -  Medalla de oro en Persecución por equipos
- Campeonato de Colombia de Ciclismo en Pista
  -   Oro en Persecución individual
  -   Oro en Persecución por equipos (junto con Marvin Angarita, Carlos Tobón y Juan Esteban Arango)
  -   Oro en Madison o Americana (junto con Juan Esteban Arango)

2019
- Juegos Panamericanos
  -  Medalla de Plata en Persecución por equipos (junto con Juan Esteban Arango, Jordan Parra y Marvin Angarita)
  -  Medalla de Bronce en Madison (junto con Juan Esteban Arango)

### Ruta
2019
- 1 etapa de la Vuelta a Colombia
- 1 etapa del Clásico RCN

2021
- 2 etapas de la Vuelta a Colombia
- 1 etapa del Tour de Ruanda

2024
- 1 etapa de la Vuelta al Ecuador

## Equipos
- Aguardiente Antioqueño-Lotería de Medellín-IDEA (2014)
- Orgullo Antioqueño (2015)
- Team Jamis (2016)
- EPM (2017)
- Holowesko Citadel (2018)
- Orgullo Paisa (2019-2020)
- Medellín (2021-)